# Intersport

Karta över länder där Intersport finns. Rödfärgade länder är där Intersport etablerade sig 1968. Övriga länder där Intersport finns visas i blå färg.

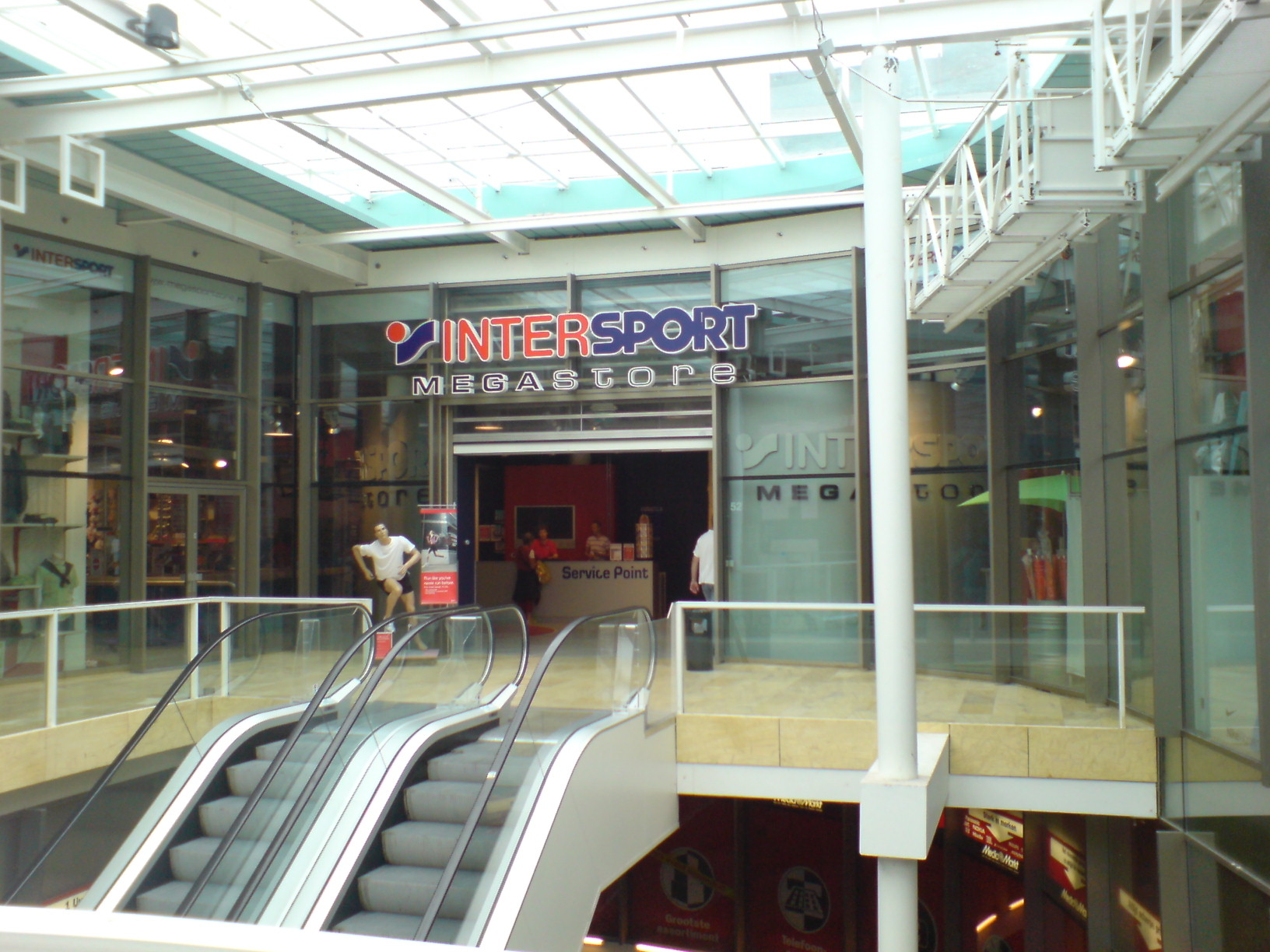
Intersport Megastore i Groningen.

Intersport är en internationell sporthandelskedja med över 5 300 butiker i 42 länder, varav omkring 100 butiker finns i Sverige. Huvudkontoret ligger i Bern, Schweiz.

## Historia
Kedjan bildades 1968 då tio självständiga europeiska inköpsorganisationer gick samman. Ursprungsländerna var Belgien, Danmark, Frankrike, Holland, Italien, Norge, Sverige, Schweiz, Tyskland och Österrike. Därmed föddes IIC, Intersport International Corporation, som idag har sitt huvudkontor i Bern, Schweiz.  

### Sverige
Intersport Sverige föddes egentligen redan 1961 genom att en inköpsgruppering kallad "Sport-tian" samlade sportfackhandlare i Stockholm för att diskutera hur man skulle möta konkurrensen mot varuhusen som vid den tiden öppnades på flera håll. Resultatet blev att man 1962 bildade Sportsam Ekonomisk Förening. År 1974 bildades kedjans rörelsedrivande bolag, Intersport Sverige AB. Huvudkontoret låg sedan 1968 i Taberg, men flyttade under första kvartalet 2008 till Göteborg. 

## Intersport idag
Framgångsreceptet har varit ett starkt globalt varumärke i kombination med lokala entreprenörer. 
Intersport finns i Europa, Förenade Arabemiraten, Australien, Kanada och Kina och har en omsättning på över 13,67 miljarder Euro. De är därmed världens största sportkedja. Intersport-Sverige ägs till största del av de handlare som driver Intersport-butiker.
Intersport säljer varumärken som Adidas, Nike, Puma, Reebok med flera.
Intersport har även egna varumärken som McKinley, Pro Touch, Energetics, Etirel, Technopro och Firefly.

## E-handel
Förutom de över 100 butikerna i Sverige har Intersport sedan 2012 en webshop www.intersport.se med fri frakt och fria returer genom butikerna.  
Intersport har de senaste åren försökt sätta fokus på att skapa en omnikanal, dvs en e-handel som också integrerades med deras fysiska butiker och lagersaldo[källa behövs].
Intersport tog hem priset Sveriges Bästa E-handlare 2018, ett pris som utdelas av ehandel.se.